# Јосип Јелачић
Гроф Јосип Јелачић Бужимски (Петроварадин, 16. октобар 1801 — Загреб, 20. мај 1859) био је генерал и бан краљевина Хрватске и Славоније у периоду од 1848. до 1859. године, познат по борби против побуњених Мађара за време револуције 1848, као и укидању кметства у Хрватској. У Хрватској се сматра једним од највећих националних јунака. Године 1848. Јелачић је постао бан, генерал, тајни царски саветник и маршал. А 1854. године гроф и фелдмаршал аустријски.
У средишту Загреба је 16. децембра 1866. године бану Јелачићу подигнут споменик који се данас сматра једним од највећих градских икона, а лик Јелачића се појављује и на новчаници од 20 куна. Андрија Торкват Брлић је дао предлог да се бану Јелачићу подигне споменик.

## Биографија
Рођен је 16. октобра 1801. године у Петроварадину, данас део Новог Сада, од оца Фрање и мајке Ане, рођене Портнер. У узрасту од осам година школује се у бечкој терезијанској академији, где су се одгајали питомци за цивилну државну службу. За време школовања (током 11 година) показује изразито занимање за географију, историју, говорништво и стране језике. Године 1819. постављен је за поручника аустријске војске, иако није имао војничког образовања. У периоду од 1825. до 1830. године служи као оберлајтант у Галицији. Од 1831. боравио је као капетан с огулинском граничарском пуковнијом у Италији. Био је 1837. године ађутант намесник у Далмацији. Године 1841. постављен је за пуковника и заповедника Прве банске пуковније у Глини.
С тог положаја постављен је у револуционарној 1848. години за бана Хрватске и Славоније, а такође и за главног заповедника у суседним војним крајинама, Хрватској и Славонској. Одлука о Јелачићевом постављењу донесена је у Бечу 16. марта, а царски указ је потписан 23. марта 1848. године. Тобожњи накнадни избор Јелачићев на народној скупштини у Загребу 25. марта био је према томе фингиран. Јелачића је постављење за бана затекло неспремног, тако да се ненадано нашао на челу Хрватске и Славоније у пресудном историјском тренутку. Уз то су у Јелачићевом држању већ и 1848. и 1849. године показивали несумњиви знаци душевне поремећености (према Енциклопедији Лексикографског завода, свезак 3, Загреб MCMLXVI). Бечка је реакција, међутим, била толико ослабљена успесима револуционарних покрета у Италији и другим крајевима Монархије, да све до јесени 1848. године није могла отворено употребити Јелачића као оруђе контрареволуције. У том раздобљу аустријска влада и династија заузимају изричито непријатељски став и према Јелачићу и према целом хрватском покрету: у заједници са својим тадашњим савезником, мађарском племићком владом, свргавају Јелачића с банске и заповедничке части, проглашавајући њега за побуњеника, а Хрватско-славонски сабор за незаконит.
Прва половина 1848. године доба је полета револуционарног покрета и у Хрватској, када су Кумлерови конзервативци немоћни, а демократски елементи јаки, и када хрватска левица врши пресудан утицај на Јелачића који је извршитељ њене политике. Левица га приморава да одржи од цара забрањен сабор и да се не покорава ни Бечу ни Пешти. Како би одржао своју позицију и свој утицај на народни покрет, Јелачић се приказује народним човеком и даје бројне изјаве о својој привржености националној слободи и демократији. Утицај левице на Јелачића није међутим био трајан. У то време вође демократског народног покрета на челу са младим Кукуљевићем подржавају прогоњеног Јелачића, гледајући у њему оличење отпора против удружених аустро-мађарских непријатеља, гаранцију мартовских тековина народног покрета и утелотворење извојеване народне независности. Ради потпуног осигурања државне и националне независности, демократе у Хрватско-славонском сабору проглашавају њеног врховног представника, бана за диктатора који има суверену власт, потпуно независну од Аустрије и Угарске. 
Већ од јуна 1848. године на Јелачића све више делује десница под водством Кумлера. Штитећи интересе феудалаца Јелачић је значајно допринео половичном решењу сељачког питања и спречавању развојачења Војне крајине, због чега се против Јелачића у то доба јавља одлучан отпор граничара на челу са Димитријем Орељом и низ сељачких побуна, које Јелачић гуши преким судом и вешалима. Када су почетком септембра снаге аустријско-мађарске реакције ојачале извојеваним победама у Италији, Јелачић је на њихов захтев отпочео рат против Мађарске, прешавши код Вараждина реку Драву 11. септембра 1848. године. Главни организатори хрватско-мађарског рата били су мађарски конзервативци, који су као емигранти у Бечу, у сарадњи с аустријским контрареволуционарима придобили на своју страну део двора. Јелачићев ратни поход против Мађарске претрпео је неуспех највише зато што граничарска војска, верна својим с пролећа 1848. донесеним Народним захтевањима да се граничари убудуће више не боре изван своје домовине, није хтела да ратује у туђини. То је приморало Јелачића да се после неодлучене битке између Пакозда и Веленче (29. септембра 1848) склони из Мађарске на аустријску територију. Ту се спојио с војском аустријског генерала Виндишгреца, с којом је учествовао у гушењу бечке октобарске револуције. Јелачић је хрватској војсци, чим ју је превео преко Драве, одузео њено народно обележје, заменивши хрватско-славонске заставе царским аустријским барјацима.
Када је Аустрија у децембру 1848. године заратила с Мађарском, Јелачић у томе рату учествује као један од генерала, подвргнут врховном заповедништву Виндишгреца. Јелачић до краја револуције ратује под аустријским заповедништвом прво у Мађарској, а затим у Српској Војводини. То војевање завршава поразом код Хегуеса (14. јула 1849). За време Јелачићевог боравка на фронту догађаји у Хрватској и Славонији одвијали су се готово без његовог утицаја. Откако се отворено ставио у службу аустријске контрареволуције изгубио је углед у народу и постао немоћан према народном покрету. Покрету који је вођен демократским елементима пружао је одлучан отпор Јелачићевим настојањима да Хрватску и Славонију поново подвргне Аустрији. Његова поновљена наређења о проглашењу октроисаног аустријског устава од 4. марта 1849. године који је значио укидање свих стечених народних права и слобода, остају у Хрватској и Славонији неизвршена. Исту је судбину доживео и његов Привремени закон о штампи, којим је покушао угушити народне противаустријске листове у Загребу. 
Као заједнички заповедник војних крајина, Хрватске и Славонске, Јелачић се током 1848. и 1849. године суочавао са саборским захтевима за прикључење крајишких територија банској Хрватској и Славонији, али такви захтеви нису наишли на подршку државних власти у Бечу, које су Мартовским уставом (1849) прописале да ће Војна крајина задржати своју територијалну и административну посебност (члан 75). Ту одлуку цар је саопштио Јелачићу посебним дописом од 31. марта, што је довело до незадовољства међу саборским застпницима који су се залагали за интеграцију Крајине. На саборску представку од 25. априла, цар је одговорио рескриптом од 6. јуна, потврдивши ранију одлуку о опстанку Крајине као посебне територије. То питање је решено манифестом бечке владе од 30. марта 1850. године и царским прогласом од 7. априла исте године, чиме се показало да бечки двор нема немеру да прихвати саборске захтеве за развојачењем Крајине.
У међувремену је спроведено и званично спајање двају суседних војних крајина, Хрватске и Славонске, које су обједињене у јединствену Хрватско-славонску војну крајину, на чијем је челу остао Јелачић као крајишки командант. Управа у крајишким областима уређена је царским патентом од 7. маја 1850. године, којим је проглашено ступање на снагу новог крајишког статута. Таквим решењем, бечки двор је и дефинистивно одбио саборске захтеве за прикључењем Крајине банској Хрватској и Славонији.
За време Баховог апсолутизма (1851—1859) Јелачић као бан послушно проводи германизацију и поробљавање Хрватске и Славоније, а банска се влада претворила у царско-краљевско намесништво. Аустријски цар га априла 1854. године одликовао због показаних заслуга титулом грофа.
Гроф Јосип Јелачић преминуо је 19. маја 1859. године у Загребу. Његово последње почивалиште је у Новим Дворима код Запрешића на његовом некадашњем имању. 

## Наслеђе
У јелачићеву је гробницу касније неколико пута проваљивано. Водећи људи хрватске политике 19. века (Старчевић, Радић, Матош итд.) изразито су се лоше изражавали о Јелачићу сматрајући га негативном политичком личношћу хрватског народа. Крлежа је у ”Панораними погледа, појава и појмова” о Јелачићу написао: Прилично много бунтовног народа побила је и повјешала његова банска власт 1848—1849., а све је однио вјетар и нитко о томе ништа не зна (Књига 3, стр. 104). Оно што се мало зна јесте да је споменик Јелачићу у Загребу подигла аустријска војска на иницијативу армијске команде ондашњег цара. Када је војска наручила у Бечу споменик и он био постављен представници града Загреба дали су одговор којим се ограђују да се једном таквом човеку какав је Јелачић, који је компромитовао хрватско политичко име, диже споменик. А с обзиром да је учествовао у гушењу мађарске револуције 1848. године у Мађарској се он и данас сматра негативном личношћу.
Упркос противљењима грађана Јелачићев споменик је ту остао све до краја Другог светског рата да би га комунистички партизани једне ноћи тихо уклонили с Трга бана Јелачића, преименованог у Трг републике. Након тога Јелачићев споменик, ироничном игром историје, постаје хрватски национални симбол упркос свему што је чинио за живота. Споменик је након првих избора након Другог светског рата свечано враћен на његово првобитно место (тргу је такође враћено његово старо име: Трг бана Јосипа Јелачића) уз велико одобравање не само грађана Загреба већ целе Хрватске. На стогодишњицу његова рођења 1901. године, на кући у Петроварадину у којој се родио постављена је спомен-плоча. Јосип Јелачић је опеван и у неколико песама, најпознатија је Устани бане, која је први пут изведена 17. децембра 1866. године на дан откривања његовог споменика у Загребу а написао ју је Србин пореклом Огњеслав Утјешеновић Острожински, стари илирац и поджупан вараждинске жупаније у време владавине Бана Јелачића.
Андрија Торкват Брлић у свом Дневнику је написао и за бана Јелачића: "Читао бан и лијепо србски подписао, шта сам ја србски написао". (Илија Мамузић, "Андрија Торкват и његово "Југословинство").